# Cis rufithorax
Cis rufithorax es una especie de coleóptero de la familia Ciidae.

## Distribución geográfica
Habita en Madagascar.